# 千代田館
千代田館（ちよだかん、1911年11月 開業 - 1976年 閉鎖）は、かつて存在した日本の映画館である。

## 略歴・概要
1911年（明治44年）11月、東京市浅草区浅草公園六区三号地（現在の東京都台東区浅草1丁目42番4号）、電気館の北隣に開業した。同地は、剣舞で知られる清明館、大神楽で知られる明治館の跡地である。
当初は京都の横田商会（現在の日活の前身の一社）のフラッグシップ館であったが、1912年（大正元年）9月10日、横田商会が、M・パテー商会、福宝堂、吉沢商店と4社合併で「日本活動写真株式会社」（日活）となり、日活製作作品のフラッグシップ館となった。
1917年（大正6年）に22歳で帝国館の主任弁士を務めていた生駒雷遊が、その後に千代田館に移籍し、「新宿の夢声か、浅草の雷遊か」と比較され、徳川夢声と2人で東京の人気を二分した。1920年（大正9年）4月に浅野財閥の浅野良三が横浜に設立した映画会社「大正活動映画」、の直営館となる。同社の製作部門が解散した1922年（大正11年）以降も、1927年（昭和2年）5月の同社の解散まで同社が経営した。
1930年（昭和5年）3月、川端康成が随筆『浅草』に記したところによれば、当時の同館は京都のマキノ・プロダクションの封切館である。同年に公開されたマキノ作品は多くはないが、前年・前々年と2年連続で「キネマ旬報ベストワン」を獲得したマキノ正博（のちのマキノ雅弘）監督の『浪人街・第一話美しき獲物』と『首の座』が同館を筆頭に全国公開されている。当時のマキノは、前年に牧野省三が亡くなり、21歳のマキノ正博が撮影部長に就任し、新世代の映画づくりをしていたが、1931年（昭和6年）4月24日の配給作品を最後に製作配給が停止した。
1950年代に大蔵貢が買収し、1961年（昭和36年）8月の同社の倒産までは、大蔵が経営する新東宝の封切館となった。その後中映が経営し、成人映画を上映した。
1976年（昭和51年）に閉鎖。隣地の電気館とともに、跡地は更地になり「蚤の市」となった。その後、「株式会社電気館」が建築主、「株式会社高村デザイン事務所」が設計、商住複合施設「電気館ビル」が完成した。現在、千代田館は名も残らずあとかたもなく、「浅草電気館パシフィックコート」の一部である。